# Лазар, Боб
Роберт Скотт Лазар (англ. Robert Scott Lazar, Bob Lazar — род. 26 января 1959, Флорида, США) — американский писатель, предприниматель и конспиролог, утверждавший, что работал в качестве физика и инженера над антигравитационным реактором летающей тарелки на секретном объекте «S-4» в Неваде, недалеко от Зоны 51. Получил широкую известность в ноябре 1989 года, дав телевизионное интервью Джорджу Кнаппу на телеканале KLAS. В последующие десятилетия его заявления были опровергнуты.

## Утверждения Лазара
Лазар утверждал, что встретил Эдварда Теллера, когда он работал в Лос-Аламосе, и что Теллер рекомендовал его для работы в EG&G, после чего Лазар переехал в Лас-Вегас.
Также Лазар утверждает, что из Лас-Вегаса его отвезли в Зону 51, где в ангаре находились девять «летающих тарелок». Боб рассказал, что работал с одной «летающей тарелкой» и участвовал в экспериментальных полетах на ней. По его словам, внутри было три уровня, вход вел на средний, а на верхний его не пускали. В «тарелке» он увидел три небольших кресла, которые составляли одно целое с обшивкой, как будто выплавлены в одной форме. Ниже находился антигравитационный реактор, содержащий неизвестный на Земле очень тяжелый стабильный элемент с атомным номером 115. (В 2003 году этот химический элемент был синтезирован на ускорителе и в 2015 году получил название Московий, у которого имеются только короткоживущие изотопы.) По словам Лазара, элемент 115 — металл, имеет оранжевый цвет, и является топливом устройства, создающего больше энергии, чем атомная бомба.
Боб ненавидел эту работу из-за запугивания, многих тайн, которых было не узнать, и угрозы для жизни. Во время отпуска он решил отвезти друзей в место вблизи базы. Ночью они с осторожностью могли наблюдать за огнями. Однако, в конце концов охранники их поймали. Боб пришел к выводу, что должен выступить по телевизору, из-за чего его труднее будет «ликвидировать».

## Критика
Лазар утверждает, что получил степень в Массачусетском технологическом институте и Калифорнийском технологическом институте, но оба института отрицают это. Его никто не помнит в университетских городках, его нет ни на одной фотографии.
Эдвард Теллер отрицал, что когда-либо знал Лазара. Быть может, Лазар и работал в Лос-Аламосе, но там есть много ученых.
Администрация Лос-Аламоса отрицает, что они когда-либо нанимали Боба на работу, однако, Боб водил по нему журналистов, все показывая, как в собственном доме.
Д-р Давид Л. Морган утверждает, что в знаниях Лазара есть значительные пробелы. По его словам, изобретения Лазара противоречат законам физики. Тем не менее Боб Лазар неоднократно аргументировал свои утверждения, опираясь не только на собственные исследования, но и на общеизвестные и экспериментально подтверждённые теории.

## Противозаконная деятельность
В 1990 году он был осужден за участие в проституции. Получил 150 часов общественных работ и требование пройти сеансы психотерапии.
В 2003 году в доме Роберта Лазара и Джой Уайт (Joy White), на заборе которого хозяева повесили вывеску «осторожно, проводятся научные эксперименты», полиция провела обыск по подозрению в изготовлении взрывчатых и других запрещённых веществ. Тогда полицейские нашли только компоненты, используемые в производстве фейерверков и зрелищных химических опытов, например, дихромат аммония, и огромный генератор Ван де Граафа с наклейкой «осторожно, радиация». Эти предметы относились к семейной фирме «United Nuclear Scientific Supplies», которая продавала комплекты для проведения научных опытов. Позже, в 2006 году, отслеживая поставки опасных веществ, полицейские вновь пометили их, и в результате в суд было направлено дело о нарушении закона о распространении опасных и запрещённых веществ, за что супругам грозил штраф $15000.